# Stejaru, Bacău
Stejaru este un sat în comuna Scorțeni din județul Bacău, Moldova, România.